# Haplogruppe S (Y-DNA)

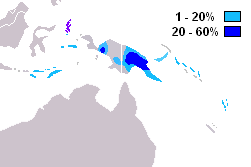
Geographische Verteilung der Haplogruppe S-M230 (Y-DNA).

Haplogruppe S ist in der Humangenetik eine Haplogruppe des Y-Chromosoms. Haplogruppen bestehen aus verschiedenen Haplotypen, das heißt Varianten einer Nukleotidsequenz im Genom eines Lebewesens.

## Verbreitung
Haplogruppe S wurde in der Bevölkerung im Hochland von Neuguinea entdeckt. Sie findet sich auch in niedriger Dichte in den angrenzenden Teilen von Indonesien und Melanesien.

## Untergruppen
Dieser phylogenetische Stammbaum der Untergruppen basiert auf dem YCC-2008-Baum und dessen anschließender Veröffentlichung in der Forschung. Er zeigt die Verzweigungen der Haplogruppe S und ihre bestimmende Mutation an.
- S
  - S-M230 (M230, P202, P204)
    - S-M254 (M254)
      - S-P57 (P57)
      - S-P61 (P61)
      - S-P83 (P83)
      - S-M226 (M226)